# Parc national d'Abijatta-Shalla
Le parc national d'Abijatta-Shalla est l'un des parcs nationaux d'Éthiopie situé dans la région Oromia à 200 kilomètres au sud d'Addis-Abeba et à l'est de la  route reliant les villes de Ziway et Shashamane.
Créé en 1963, le parc s'étend sur 887 km2 et fait partie de la vallée du Grand Rift. Il possède deux lacs, le lac Abijatta et le lac Shala qui sont séparés par trois kilomètres de terres vallonnées. L'altitude du parc varie entre 1540 et 2075 mètres, le plus haut point étant le Mont Fike, qui se situe entre les deux lacs.
En dehors des lacs, les premières attractions de ce parc national sont ses nombreuses sources chaudes au nord du lac Abijatta ainsi qu'un grand nombre de flamants vivant sur le lac.
Bien que le parc ait été destiné à la protection des espèces sauvages, on peut aujourd'hui voir très peu d'animaux dans le parc. Durant la période tumultueuse des dernières années du régime Derg, de nombreux nomades ont profité de la faiblesse des autorités pour s'installer dans le parc avec leur bétail. C'est ainsi qu'en 2005, on dénombrait pas moins de 15 000 têtes de bétail.
Les lacs sont menacés par le pompage excessif et incontrôlé des eaux. Certaines entreprises sont en outre soupçonnées de déverser des produits polluant, entrainant une diminution du nombre de poissons.